# Легран, Юго
Юго́ Легра́н (фр. Ugo Legrand; род. 22 января 1989, Мон-Сен-Эньян) — французский дзюдоист лёгкой весовой категории, выступал за сборную Франции в первой половине 2010-х годов. Бронзовый призёр летних Олимпийских игр в Лондоне, серебряный и бронзовый призёр чемпионатов мира, чемпион Европы, победитель многих турниров национального и международного значения.

## Биография
Юго Легран родился 22 января 1989 года в коммуне Мон-Сен-Эньян департамента Приморская Сена. Активно заниматься дзюдо начал с раннего детства, проходил подготовку в Орлеане в местном спортивном клубе USO judo.
Первого серьёзного успеха на взрослом международном уровне добился в 2010 году, когда попал в основной состав французской национальной сборной и побывал на чемпионате Европы в Вене, откуда привёз награду бронзового достоинства, выигранную в лёгкой весовой категории. Год спустя на домашнем чемпионате мира в Париже вновь стал бронзовым призёром.
В 2012 году Легран одержал победу на европейском первенстве в Челябинске, в частности в финальном поединке взял верх над украинским дзюдоистом Владимиром Сорокой, и благодаря череде удачных выступлений удостоился права защищать честь страны на летних Олимпийских играх в Лондоне. Выиграл здесь у первых двух соперников, но в четвертьфинале основной турнирной сетки потерпел поражение от голландца Декса Элмонта. В утешительных встречах за третье место победил обоих оппонентов, таджика Расула Бокиева и корейца Ван Ги Чхуна, и завоевал тем самым бронзовую олимпийскую медаль.
После лондонской Олимпиады Юго Легран остался в основном составе дзюдоистской команды Франции и продолжил принимать участие в крупнейших международных турнирах. Так, в 2013 году он стал серебряным призёром чемпионата мира в Рио-де-Жанейро, где единственное поражение потерпел в финале от японца Сёхэя Оно. В следующем сезоне получил серебро на домашнем европейском первенстве в Монпелье, проиграв в решающей схватке голландцу Элмонту. Вскоре по окончании этих соревнований в 2015 году принял решение завершить карьеру профессионального спортсмена, уступив место в сборной молодым французским дзюдоистам.